# 临时民主政府
临时民主政府（羅馬化：Prosoriní Dimokratikí Kyvérnisi）是希腊共产党于希腊内战期间建立的政权。1947年12月24日，临时民主政府成立。该政府控制着希腊北部边境沿线与南斯拉夫和阿尔巴尼亚接壤的各个山区，被视为第二次世界大战时期希腊共产党领导的民族解放政治委员会的继承者。其主要盟友是苏联和东方集团国家。1949年8月，希腊民主军在格拉莫斯战役中被政府军击败后，临时民主政府输掉内战，并于1949年8月28日迁离希腊。临时民主政府在流亡中维持至1950年10月解散。